# Priestergrabstätte Hardt-Venn

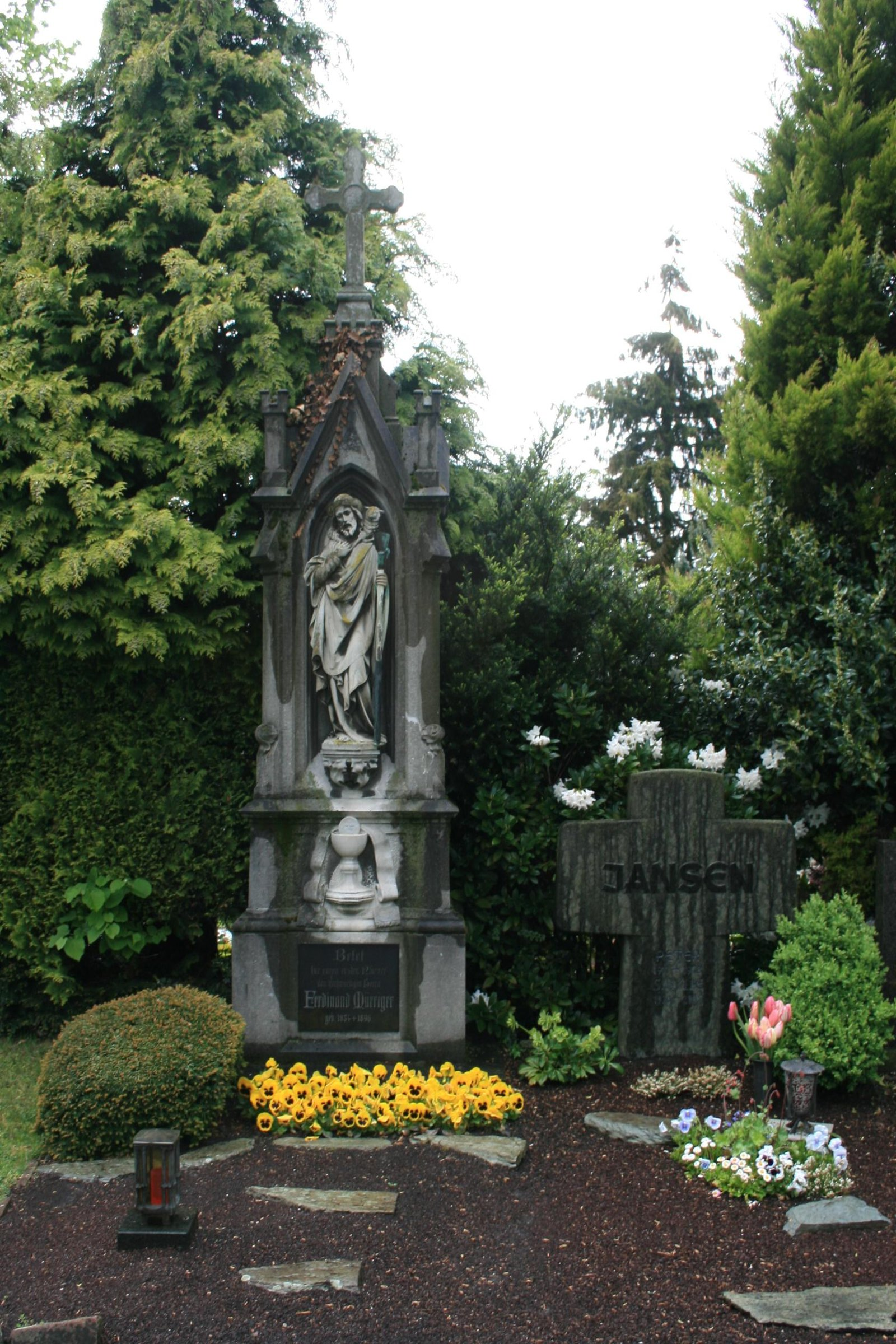
Priestergrabstätte

Die Priestergrabstätte Hardt-Venn befindet sich im Stadtteil Venn in Mönchengladbach (Nordrhein-Westfalen), Thomas-Mann-Straße.
Die Grabstätte wurde 1896 angelegt. Sie wurde unter Nr. T 012  am 16. April 1999 in die Denkmalliste der Stadt Mönchengladbach eingetragen.

## Architektur
An einer Wegekreuzung auf dem alten Teil des Friedhofes in Venn, die dominiert wird durch das 1885 errichtete Hochkreuz, liegt die Grabstätte des 1896 verstorbenen ersten Pfarrers Ferdinand Mürriger aus Venn. Das aus Blaustein bestehende, bildhauerisch gestaltete und scharrierte Grabdenkmal orientiert sich bautypologisch an einem während der zweiten Hälfte des 19. Jh. überaus beliebten und verbreiteten Motiv in der Sepulkralarchitektur, dem gotischen Strebepfeiler. Der Strebepfeiler schließt hier jedoch mit einem kleinen Schaftkreuz ab. Der Bautypus 'gotischer Strebepfeiler' weist den Bestatteten als 'Stütze der Kirche' aus. Über einer Sockelplatte erhebt sich der dreifach abgestufte Strebepfeiler. Im Unterbau ist eine Inschriftplatte montiert, die den Text trägt:
Betet / für euren ersten Pfarrer / den hochwürdigen Herrn / Ferdinand Mürriger / geb. 1834 + 1896
Im Mittelteil des Pfeilers sind ein Kelch mit Hostie und Stola angeordnet, in der Nische des Oberbaus steht auf einer kleinen Konsole die Figur des Guten Hirten. Die Ecken des giebelförmigen Pfeilerabschlusses zeigen vier kleine, zinnengekrönte Türmchen. Aus dem First erhebt sich mit einer breiten, ebenfalls zinnenumwehrten Basis der Sockel eines kleinen Schaftkreuzes. Das Objekt ist aus ortshistorischen und kunsthistorischen Gründen als Baudenkmal schützenswert.